# Schorssapbekertje
Het schorssapbekertje (Calycina italica) is een schimmel behorend tot de familie Helotiaceae. Hij leeft saprotroof op schors van afgevallen takken van diverse loofbomen.

## Kenmerken
De apothecia zijn 1 tot 3 mm in diameter, (sub)sessiel, komvormig tot schijfvormig, gedeeltelijk zittend of heel kort gesteeld. Het hymenium is glad tot fijn donzig, wit tot crème. Het buitenoppervlak is identiek, naar de basis toe, bruingeel. Ze komen voor in groepen.
De sporen zijn glad, spoelvormig, voorzien van oliedruppels en meten 8-10 × 2-3 µm (andere bronnen noemen 13-16 × 1,5-2,5 µm), meestal 2-cellig. De asci hebben een J+ reactie (apicale amyloïde ring) en meten 60-70 × 6-7 µm (andere bronnen noemen 80-100 × 8-9 µm). De parafysen zijn hyaliene en gesepteerd.

## Vergelijkbare soorten
Het schorssapbekertje lijkt op het gewoon poederkelkje (Calycina herbarum).

## Verspreiding
In Nederland komt het schorssapbekertje zeldzaam voor.